# Dancing Queen (album de Cher)
Cet article concerne l'album de la chanteuse Cher. Pour le tube du groupe suédois ABBA, voir Dancing Queen.
Albums de Cher
Closer to the Truth (album)
(2013)
Dancing Queen est le vingt-sixième album studio de la chanteuse et actrice américaine Cher, publié par la Warner Bros. Records. Il sort le 28 septembre 2018. Il s'agit du premier album studio de Cher depuis plus de cinq ans, après Closer to the Truth, publié en 2013. L'album contient des reprises du groupe suédois ABBA, le titre de l'album faisant référence à leur chanson Dancing Queen de 1976.

## Singles et promotion
Le 8 août 2018, Cher a publié un teaser du premier single Gimme! Gimme! Gimme! (A Man After Midnight) sur son compte Twitter. Le jour suivant, la chanson était disponible numériquement. Les personnes ayant pré-commandé l’album sur ITunes ont immédiatement reçu une copie numérique du single. La chanson a atteint durant son sommet la quatrième position du Hot Dance Club Songs aux États-Unis.
Le deuxième single SOS est sorti numériquement le 23 août 2018. Pour promouvoir sa chanson et son album, Cher l’a interprétée durant le célèbre programme américain The Ellen DeGeneres Show le 7 septembre 2018. Un clip vidéo est sorti le 18 septembre 2018. La chanson est également interprétée lors de la tournée Here We Go Again Tour.
One of Us sort numériquement le 21 septembre 2018 à minuit. Parallèlement, une vidéo sort sur le compte YouTube officiel de Cher, montrant un vinyle bleu de la chanteuse jouant la musique.

## Liste des pistes
| 1.      | Dancing Queen                               | Benny Andersson Björn Ulvaeus Stig Anderson | 3:42 |
| 2.      | Gimme! Gimme! Gimme! (A Man After Midnight) | Andersson Ulvaeus                           | 4:11 |
| 3.      | The Name of the Game                        | Andersson Ulvaeus Anderson                  | 4:48 |
| 4.      | SOS                                         | Andersson Ulvaeus Anderson                  | 3:22 |
| 5.      | Waterloo                                    | Andersson Ulvaeus Anderson                  | 2:52 |
| 6.      | Mamma Mia                                   | AnderssonUlvaeusAnderson                    | 3:34 |
| 7.      | Chiquitita                                  | Andersson Ulvaeus                           | 5:14 |
| 8.      | Fernando                                    | Andersson Ulvaeus Anderson                  | 3:57 |
| 9.      | The Winner Takes It All                     | Andersson Ulvaeus Anderson                  | 4:32 |
| 10.     | One of Us                                   | Andersson Ulvaeus                           | 3:53 |
| 40 : 05 |                                             |                                             |      |

## Réception

### Réception critique
Sur le site Metacritic, l'album a reçu une moyenne de 79 sur 100, basé sur 10 critiques indiquant « des critiques généralement favorables ». Marc Snetiker de Entertainment Weekly a donné une critique favorable à l'album, en l'appelant « la plus importante sortie de Cher depuis Believe, 1998 », et en affirmant que One of Us est le meilleur enregistrement de la chanteuse depuis des années.

### Réception commerciale
Aux États-Unis, l'album démarra troisième, avec 153 000 équivalents-ventes sur le Billboard 200, devenant ainsi le record de ventes de Cher sur le territoire américain en première semaine ; cet album est également le disque solo de Cher le plus haut classé aux États-Unis, égalant ainsi avec son précédent album studio sorti cinq avant, Closer to the Truth qui avait également culminé à la troisième position du classement américain; l'album a également débuté premier du Top Album Sales, avec 150 000 ventes pures, ce qui en fait la plus importante première semaine de ventes pour un album pop féminin en 2018, et marque le premier numéro un de Cher sur ce graphique.
Actuellement[évasif], l'album est certifié disque d'argent au Royaume-Uni, pour 70 768 ventes. Il s'est également vendu à 275 000 exemplaires aux États-Unis et 16 000 au Canada (première semaine),. Dans le monde, il se serait vendu à 505 000 unités.

## Classement
| Classement (2018)                  | meilleure position |
| ---------------------------------- | ------------------ |
| Afrique du Sud (RiSA)              | 7                  |
| Allemagne (Offizielle Top 100)     | 5                  |
| Australie (ARIA)                   | 2                  |
| Autriche (Ö3 Austria Top 40)       | 4                  |
| Belgique (Ultratop Flandres)       | 7                  |
| Belgique (Ultratop Wallonie)       | 19                 |
| Canada (Billboard)                 | 2                  |
| Croatie International Albums (HDU) | 6                  |
| Danemark (Hitlisten)               | 36                 |
| Écosse (OCC)                       | 2                  |
| Espagne (PROMUSICAE)               | 2                  |
| États-Unis (Billboard 200)         | 3                  |
| États-Unis (Top Albums Sales)      | 1                  |
| France (SNEP)                      | 70                 |
| Grèce Albums (IFPI)                | 21                 |
| Hongrie (Mahasz)                   | 5                  |
| Irlande (IRMA)                     | 10                 |
| Japon (Oricon)                     | 257                |
| Nouvelle-Zélande (RMNZ)            | 2                  |
| Pologne (ZPAV)                     | 41                 |
| Portugal (AFP)                     | 9                  |
| Suède (Sverigetopplistan)          | 7                  |
| Royaume-Uni (OCC)                  | 2                  |
| Slovaquie (ČNS IFPI)               | 13                 |
| Suisse (Schweizer Hitparade)       | 6                  |

## Certification
| Régions ou pays | Certification | Unités certifiées/vendus |
| --------------- | ------------- | ------------------------ |
| Brésil          | -             | 10 000                   |
| Canada          | Or            | 40 000                   |
| États-Unis      | -             | 304 000                  |
| Royaume-Uni     | Argent        | 71 748                   |
| Monde           |               | 505 000                  |